# Dharmapala (tantrisme)
Pour les articles homonymes, voir Dharmapala.
Les dharmapālas (« protecteurs ou défenseurs du dharma » en sanskrit, hùfǎshén 护法神 en chinois) sont des déités courroucées du bouddhisme mahayana et des textes tantriques. Ils sont généralement représentés sous une forme menaçante (visage coléreux, crocs découverts, aura de flammes, cheveux hérissés, membres multiples, ornements macabres, crânes humains ou serpent servant de collier, armes aux mains). Leur rôle est particulièrement important dans le bouddhisme tibétain où ils sont appelés drag-gshed, de drag-po (coléreux ou cruel) et gshed-ma (démons infernaux bourreaux).

## Fonction
Malgré leur aspect agressif, ce sont des déités bénéfiques car leur fonction est de protéger le bouddhisme ou ses pratiquants; beaucoup sont considérés comme des émanations de bodhisattvas ou de bouddhas. Ils sont parfois yidams, bien que certains considèrent qu’ils ne peuvent être utilisés comme tels que par les yogis expérimentés ou les lamas. Leur apparence effrayante et leurs actions violentes décrites dans les sadhanas (méditations rituelles), où ils tuent et dévorent la chair de leurs victimes, en boivent le sang ou fracassent leurs os, représentent la destruction des obstacles internes (avidité, colère) ou externes à la poursuite de la réalisation spirituelle.
On distingue les dharmapālas éveillés, comme Mahakala, Palden Lhamo (Magzor Gyalmo), Ekajati, Caturmukha, Vajravega, Cittapati, Yama, Achi Chokyi Drolma, et les dharmapālas non-éveillés ou « mondains » qui sont des damchen, esprits de la nature subjugués par Padmasambhava ou d’autres mahāsiddhas, ou bien des divinités d’origine hindoue qui ont fait vœu de protéger le bouddhisme. Les plus connus sont Begtse Chen, Dorje Drakten, Tsui Marpo, Tseringma, Drogdze Wangmo, Rahula, Dorje Legpa (Damcan), Garwai Nagpo et Dorje Setrap. Quelques-uns d'entre eux sont considérés comme éveillés dans certaines traditions, comme Rahula et Dorje Legpa (lignée nyingma), Begtse Chen (cycle de Hayagriva de la lignée sakya), Dorje Setrap (lignée gelug) et le très discuté Dorje Shugden (faction issue de gelug).
Du fait que les rituels les concernant étaient autrefois transmis de façon secrète ou de leur aspect, leurs représentations sont parfois exposées dans une pièce moins directement accessible, ou même cachées.
Les huit principaux dharmapālas du bouddhisme tibétain sont : 
- Mahakala (Nagpo Chenpo)
- Yama (Shinje)
- Yamantaka (Shinje Shed)
- Hayagriva (Tamdrin)
- Vaiśravana (Kubera) (Bishamonten)
- Shri Devi (Palden Lhamo)
- Changpa
- Prana Atma (Begtse)

## Autres aspects
Au Tibet, la plupart des monastères ont leur propre dharmapāla qui, outre son rôle de protecteur, focalise parfois le chauvinisme et les rivalités monastiques. Selon certains témoignages, il arrive que sa pratique soit plus suivie par la communauté que celles de déités de niveau théoriquement supérieur.
La nécessité de travailler sans relâche pour assurer sa subsistance pouvant être considérée comme un obstacle à la pratique, certaines formes de Mahākāla, l’un des principaux dharmapālas, sont considérées comme des pourvoyeurs d’aisance matérielle.
Alexandra David-Néel explique de ces démons "[qu']ils sont tenus en esclavage par les lamas magiciens qui les contraignent à leur rendre des services de tout genre et ne se gênent point pour les châtier à l'occasion". La statue d'un dharmapala "reste confinée dans une armoire avec des charmes et des offrandes" afin qu'il ne s'en échappe point.
Les courants vajrayāna japonais (shingon et partiellement tendai) connaissent comme divinités courroucées les myoo (明王), « rois lumineux » (allusion au feu de leur aura), dont les plus connus sont les « cinq grands rois lumineux » (五大明王 Go daimyoo), rattachés chacun à un des bouddhas de sagesse :
- Acala (Fudo Myoo),au centre et correspondant à Vairochana.
- Trailokyavijaya (Gozanze myoo), correspondant à l'est à Akshobhya.
- Kundali (Gundari myoo), correspondant à Ratnasambhava au sud.
- Yamantaka (Daiitoku myoo), correspondant à Amitâbha à l'ouest.
- Vajrayaksa (Kongoshya myoo), correspondant à Amoghasiddhi au nord.

La plupart, comme Mahākāla (Daikokuten), Hayagriva (Bato Kannon), ou Atavaka sont restés proches de l'iconographie indienne.
Deux d'entre eux, Fudo Myoo et Aizen Myoo sont plus particulièrement vénérés car associés aux deux grands mandalas du bouddhisme japonais, le Taïzôkaï et le Kongôkaï.